# Kuck mal, wer da jetzt spricht
Kuck mal, wer da jetzt spricht ist eine Filmkomödie  des Regisseurs Tom Ropelewski aus dem Jahr 1993 mit John Travolta und Kirstie Alley in den Hauptrollen.
Der Film ist die Fortsetzung von Kuck mal, wer da spricht! aus dem Jahr 1989 und Kuck mal, wer da spricht 2 aus dem Jahr 1990.

## Handlung
James Ubriacco findet eine Anstellung als Pilot von Samantha D’Bonne, der gutaussehenden Präsidentin des Unternehmens Majique. Am selben Tag erhält seine Frau Mollie ihre Kündigung. Nach zahlreichen vergeblichen Bewerbungen arbeitet sie vorübergehend in einem Kaufhaus als Elf des Weihnachtsmanns.
Sohn Mikey wünscht sich schon seit langem einen Hund und da er bei einem Besuch seiner Mutter im Kaufhaus erfahren hatte, dass der Weihnachtsmann nicht echt ist, will James ihn dadurch wieder aufmuntern, dass er ihm einen Hund schenkt. Mikey gibt diesem den Namen Rocks. Kurz darauf treffen sie auf Samantha, die auch vom Wunsch der Kinder nach einem Hund weiß und da sie sich wegen der zahlreichen Geschäftsreisen nicht mehr um ihre Hündin Daphne kümmern kann, überlässt sie diese der Familie Ubriacco. Nun hat die Familie gleich zwei Hunde.
Zu Weihnachten überredet Samantha James unter einem Vorwand, sie auf eine Geschäftsreise zu begleiten. Tatsächlich hat sie aber vor, ihn zu verführen. James verspricht seiner Familie rechtzeitig zu Heiligabend wieder zu Hause zu sein, Samantha verhindert dies jedoch. Daraufhin entscheidet sich Mollie mitsamt Kindern und Hunden zu ihm zu fahren. Im Wald kommt sie von der Straße ab und fährt sich fest. Zum Glück werden sie von Parkrangern entdeckt und zu einer Rangerstation gebracht, wobei Rocks allerdings in die Wildnis abhaut. Als James Samanthas Spiel durchschaut, ist er verärgert und will sofort wieder nach Hause. Samantha droht ihm mit der Kündigung, James ist das allerdings egal und er macht sich auf den Weg. Im Wald wird er von einem Wolfsrudel gestellt, es kommt ihm aber Rocks zu Hilfe und wird im Kampf gegen den Leitwolf leicht verletzt. Die Wölfe ergreifen schließlich die Flucht, als einer auf James’ Pieper beißt, der daraufhin aktiviert wird und das dadurch verursachte Geräusch den Wölfen in den Ohren schmerzt. Kurz darauf trifft er auf Mollie und die Kinder und sie können doch noch gemeinsam das Weihnachtsfest feiern.

## Synchronisation
| Rolle                  | Darsteller                | Sprecher           |
| ---------------------- | ------------------------- | ------------------ |
| James 'Jimmy' Ubriacco | John Travolta             | Thomas Danneberg   |
| Mollie Ubriacco        | Kirstie Alley             | Cornelia Meinhardt |
| Albert                 | George Segal              | Klaus Kindler      |
| Julie Ubriacco         | Tabitha Lupien            | Debby van Dooren   |
| Mikey Ubriacco         | David Gallagher           | Butz Combrinck     |
| Rosie                  | Olympia Dukakis           | Bettina Schön      |
| Daphne                 | Diane Keaton (nur Stimme) | Iris Berben        |
| Rocks                  | Danny DeVito (nur Stimme) | Frank Zander       |
| Chihuahua              | N.N.                      | Michael Habeck     |
| Hund                   | N.N.                      | Nico Macoulis      |
| Scotch Terrier         | N.N.                      | Gernot Duda        |
| Trooper, der Hund      | N.N.                      | Arne Elsholtz      |
| Wolf                   | N.N.                      | Ekkehardt Belle    |

## Kritiken
Roger Ebert schrieb in der Chicago Sun-Times vom 5. November 1993, dass der erste Teil zumindest einen „Fetzen“ Realität beinhaltet hatte. Dieser hingegen würde wirken, als ob ihn eine „automatische Drehbuch-Schreibmaschine“ „erbrochen“ hätte.
Das Lexikon des internationalen Films schrieb: „Ein mißlungener, langweiliger Film, zudem fragwürdig, weil er jungen Zuschauern Intoleranz vermittelt.“

## Hintergrund
- Im Gegensatz zu den ersten beiden Kuck-mal-Filmen sprechen in diesem Film keine Babys, sondern Hunde.
- In einer Szene im Film sagt Kirstie Alley „Ich bin eine Vulkanierin“. Dies ist eine Anspielung auf ihre erste Rolle in einem Spielfilm als Lieutenant Saavik in Star Trek II: Der Zorn des Khan.
- Der ehemalige Basketballspieler Charles Barkley hat im Film einen kurzen Gastauftritt und spielt sich selbst.
- Die Dreharbeiten fanden vom 22. April 1993 bis zum 5. Juli 1993 in Toronto statt.
- Kinostart in den USA war am 5. November 1993, in Deutschland lief der Film ab dem 17. März 1994.
- Das Budget für die Produktion des Films betrug ca. 22 Millionen US-Dollar.
- Der Film spielte in den Kinos der USA rund 10 Millionen US-Dollar ein.[3]

## Auszeichnungen
Für die Young Artist Awards 1994 wurde der Film in der Kategorie Herausragender Familien-Spielfilm – Komödie nominiert. David Gallagher und Tabitha Lupien erhielten jeweils eine Nominierung als Bester Schauspieler/Beste Schauspielerin unter zehn Jahren in einem Spielfilm.